# David Beatty
David Beatty (Nantwich, Cheshire, 1871. január 17. – London, 1936. március 11.) brit tengernagy, a Brit Királyi Haditengerészet vezérkari főnöke 1919–1927 között.

## Haditengerészeti pályája
Viszonylag fiatalon lépett a haditengerészet kötelékébe, és látványosan, meglepő gyorsasággal indult el a tiszti pályán. 1896–98-ban Afrikában, majd az 1900-as bokszerlázadás idején Kínában szolgált. Ebben az évben, 29 éves korában kapitányi rangot kapott, a tisztek közt ezt a fokozatot átlagosan 43 évesen érték csak el.

## Az admirális és ajütlandi csata

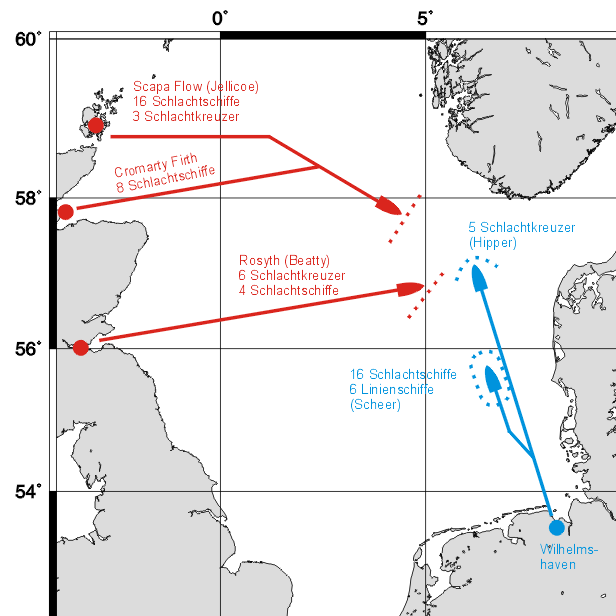
A jütlandi csata vázlata

Egyik fő patrónusa Winston Churchill volt, aki, miután az admiralitás első lordja lett, titkárává nevezte ki Beattyt. 1913-ban a cirkálók parancsnoka lett, és e minőségében harcolt a helgolandii és a doggerbanki csatában. Szintén ezt a beosztást viselte az 1916. május 31-én lezajlott jütlandi csata során, amikor a német Császári Haditengerészet és a teljes Brit Királyi Haditengerészet csapott össze. A csata első felében cirkálóival megütközött a Franz von Hipper vezette német hajórajjal, akiktől egyértelmű vereséget szenvedett. A számbeli fölényben lévő Beatty két modern cirkálóját (a HMS Queen Mary-t és a HMS Indefatigable-t) is elsüllyesztették a minőségileg jobb német cirkálók. A teljes megsemmisüléstől John Jellicoe angol admirális csatahajói mentették meg. A kifejlődő csata végül nagyjából stratégiai döntetlen lett, mert az angolok elvesztették két legfejlettebb csatahajójukat, viszont a németek nem tudták megszerezni az Atlanti-óceán fölötti irányítást. Az összecsapás után az angolok Beattyt tekintették a csata hősének, és 1916 végén rábízták az egész Grand Fleet (Nagy Flotta) irányítását. 1919 és 1927 között a haditengerészet vezérkari főnökeként tevékenykedett. Főként arra törekedett, hogy a brit flottát kisebb, de modernebb haditengerészetté alakítsa.

## Emlékezete
- A Trafalgar téren mellszobra áll.
- Szingapúrban és Torontóban egy-egy iskolát, azonkívül utcákat, gimnáziumot neveztek el róla.

## Idézetek tőle
- „Németországot ki kell facsarni, mint egy citromot!”